# George Andrews (adjudant-général)
Pour les articles homonymes, voir George Andrews.
George Andrews (26 août 1850 - 10 septembre 1928) était un officier de l'Armée de terre des États-Unis (US Army) qui a occupé le poste d'adjudant-général de l'armée américaine de 1912 à 1914.

## Biographie
Andrews est né à Providence dans l'État de Rhode Island, fils du colonel George Lippitt Andrews (en).
Diplômé de l'Académie militaire des États-Unis en 1876, il est nommé sous-lieutenant (second lieutenant) dans le 25e régiment d'infanterie (25th Infantry) et sert à Fort Davis, au Texas, et à Fort Randall, dans le Dakota du Sud.
Il est professeur de science militaire et de tactique à l'Académie militaire Brooks de l'Ohio de 1881 à 1883, et est promu premier lieutenant (first lieutenant) en février 1883. Il rejoint le régiment à Fort Snelling (Minnesota) en septembre 1883 et devient adjudant du régiment en août 1886. Le régiment déménage à Fort Missoula dans le Montana, en septembre 1889, et Andrews est promu capitaine (Captain) en septembre 1892. Il sert dans la Garde nationale de l'Armée de l'Ohio (Ohio Army National Guard) de 1896 à 1898,.
En février 1898, Andrews est transféré au département de l'adjudant-général et est promu major. Il occupe le poste d'adjudant-général pour le département du Missouri (Department of the Missouri), puis pour le département de l'Est (Department of the East) et à Cuba. Il sert au bureau de l'adjudant-général à Washington, de septembre 1900 à octobre 1902, et est promu lieutenant-colonel en février 1901. Il est nommé adjudant-général du département de Californie (Department of California) d'octobre 1902 à janvier 1904 et est promu colonel en août 1903. Il est ensuite adjudant-général de la division Pacifique de janvier 1904 à novembre 1905, date à laquelle il devient adjudant général de la division Philippines (Philippines Division),.
Il est compagnon héréditaire de la commanderie de Californie de l'ordre militaire de la Légion loyale des États-Unis (Military Order of the Loyal Legion of the United States) et compatriote de la Rhode Island Society of the Sons of the American Revolution.
Andrews a continué à exercer diverses fonctions d'adjudant départemental de 1908 à août 1912, date à laquelle il a été nommé adjudant général de l'armée américaine avec le grade de brigadier général (général de brigade).
Il prend sa retraite en août 1914 et meurt en septembre 1928 à Washington. Il est enterré au cimetière national d'Arlington,,.

## Source
- (en) Cet article est partiellement ou en totalité issu de l’article de Wikipédia en anglais intitulé « George Andrews (adjutant general) » (voir la liste des auteurs).

(en)  Cet article contient du texte publié par le United States Army Center of Military History dont le contenu se trouve dans le domaine public.